# Henk van Ramselaar
Henk van Ramselaar (Amersfoort, 2 september 1946) is een voormalig Nederlands voetballer. De verdediger is de speler met de langste schorsing ooit in het Nederlands betaalde voetbal.
Van Ramselaar startte zijn loopbaan bij HVC uit Amersfoort. In 1969 ging hij naar RCH in de Eerste divisie. Deze ploeg degradeerde in 1970 naar de Tweede divisie en verdween een jaar later bij een sanering uit het betaalde voetbal. Van Ramselaar werd vervolgens gecontracteerd door Blauw-Wit. Nadat deze ploeg in 1972 was opgegaan in FC Amsterdam, keerde hij terug bij HVC. In 1973 werd deze ploeg omgedoopt in SC Amersfoort.
Op 2 november 1975 kreeg Van Ramselaar het in de negentiende minuut van een wedstrijd van SC Amersfoort tegen Willem II aan de stok met scheidsrechter George Oetelmans. Volgens de speler moest een doelpunt van Willem II wegens buitenspel worden afgekeurd. Wegens trekken aan de scheidsrechter kreeg hij een gele kaart gepresenteerd, waarop hij Oetelmans bedreigde. Deze trok daarop de rode kaart. Vervolgens gaf Van Ramselaar, die in eerste instantie nog door medespelers in bedwang kon worden gehouden, Oetelmans een trap in de buik. De wedstrijd werd hierop gestaakt.
Van Ramselaar weet het incident later mede aan privéproblemen veroorzaakt door het overlijden van zijn vader. Enkele dagen na de wedstrijd werd bekend dat het dienstverband met SC Amersfoort per direct was verbroken. Door de Koninklijke Nederlandse Voetbalbond werd hij eerst voorlopig geschorst. Eind november bepaalde de voetbalbond dat Van Ramselaar tot 1 augustus 1978 niet mocht spelen. Hij keerde na zijn schorsing niet meer terug in het betaald voetbal.
Samen met zijn broer dreef Van Ramselaar een antiekwinkel in Amersfoort, was hij werkzaam als beëdigd taxateur en was hij politiek actief voor de Burger Partij Amersfoort (BPA). Voetballers Rob Wielaert en Joris Mathijsen zijn kleinkinderen van de oudste zus van Van Ramselaar.

## Carrièrestatistieken
| Seizoen         | Club            | Land            | Competitie      | Competitie | Competitie | Beker | Beker | Internationaal | Internationaal | Overig | Overig | Totaal | Totaal |
| Seizoen         | Club            | Land            | Competitie      | Wed.       | Dlp.       | Wed.  | Dlp.  | Wed.           | Dlp.           | Wed.   | Dlp.   | Wed.   | Dlp.   |
| --------------- | --------------- | --------------- | --------------- | ---------- | ---------- | ----- | ----- | -------------- | -------------- | ------ | ------ | ------ | ------ |
| 1969/70         | RCH             | Nederland       | Eerste divisie  | 15         | 0          | –     | 0     | –              | –              | 0      | 0      | –      | 0      |
| 1970/71         | RCH             | Nederland       | Tweede divisie  | 31         | 0          | –     | 0     | –              | –              | 0      | 0      | –      | 0      |
| 1971/72         | Blauw-Wit       | Nederland       | Eerste divisie  | 32         | 1          | –     | 0     | –              | –              | 0      | 0      | –      | 1      |
| 1972/73         | HVC             | Nederland       | Eerste divisie  | 34         | 0          | –     | 0     | –              | –              | 0      | 0      | –      | 0      |
| 1973/74         | SC Amersfoort   | Nederland       | Eerste divisie  | 38         | 0          | –     | 0     | –              | –              | 0      | 0      | –      | 0      |
| 1974/75         | SC Amersfoort   | Nederland       | Eerste divisie  | 33         | 0          | –     | 0     | –              | –              | 0      | 0      | –      | 0      |
| 1975/76         | SC Amersfoort   | Nederland       | Eerste divisie  | 7          | 0          | –     | 0     | –              | –              | 0      | 0      | –      | 0      |
| Carrière totaal | Carrière totaal | Carrière totaal | Carrière totaal | 190        | 1          | –     | 0     | 0              | 0              | 0      | 0      | –      | 1      |